# Oisly
Oisly é uma comuna francesa na região administrativa do Centro, no departamento Loir-et-Cher. Estende-se por uma área de 10,63 km². Em 2010 a comuna tinha 382 habitantes (densidade: 35,9 hab./km²).